# Neopomphale quercicola
Neopomphale quercicola är en stekelart som först beskrevs av Dozier 1933.  Neopomphale quercicola ingår i släktet Neopomphale och familjen finglanssteklar. Inga underarter finns listade i Catalogue of Life.